# کولول‌لو، آق‌سو
کولول‌لو (به ترکی آذربایجانی: Külüllü) یک منطقه مسکونی در جمهوری آذربایجان است که در شهرستان آق‌سو و در دهیاری پادار واقع شده است.